# Monthuchon
Monthuchon is een gemeente in het Franse departement Manche (regio Normandië) en telt 583 inwoners (2005). De plaats maakt deel uit van het arrondissement Coutances.

## Geografie
De oppervlakte van Monthuchon bedraagt 7,7 km², de bevolkingsdichtheid is 75,7 inwoners per km².
De onderstaande kaart toont de ligging van Monthuchon met de belangrijkste infrastructuur en aangrenzende gemeenten.

## Demografie
Onderstaande figuur toont het verloop van het inwonertal (bron: INSEE-tellingen).

1. ↑  Populations de référence 2022.